# Margomulyo I Jalur 16
Margomulyo I Jalur 16 is een bestuurslaag in het regentschap Banyuasin van de provincie Zuid-Sumatra, Indonesië. Margomulyo I Jalur 16 telt 2015 inwoners (volkstelling 2010).